# Zdrój Jan

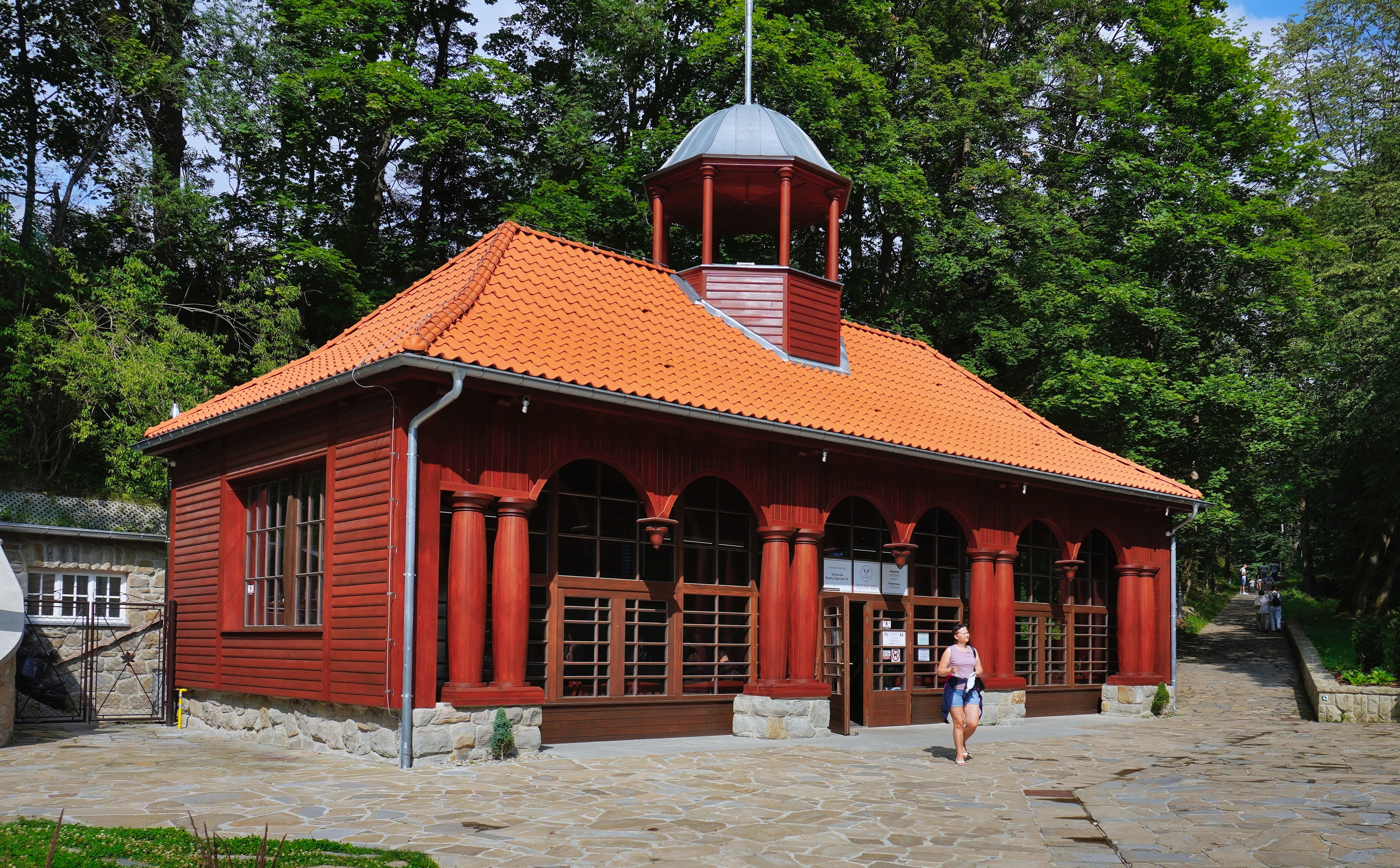
Pijalnia Jana w Krynicy-Zdroju

Jan – mineralna woda lecznicza, wydobywana ze Zdroju Jan, w miejscowości Krynica-Zdrój, będąca słabo zmineralizowaną wodorowęglanowowapniową szczawą. Jest to woda o charakterze silnie moczopędnym, przeznaczona dla osób cierpiących na kamicę nerkową, skazę moczanową, miażdżycę i cukrzycę, w czasie procesu leczenia metodą krenoterapii. 

## Pijalnie
W parku zdrojowym w Krynicy-Zdroju, w bocznej alejce odchodzącej od Bulwarów Dietla w kierunku dolnej stacji kolei linowo-terenowej prowadzącej na Górę Parkową, znajduje się drewniany budynek, w którym zlokalizowana jest Pijalnia Jana, gdzie kuracjusze mają bezpośrednią możliwość jej spożycia.
W tej pijalni, oprócz wody mineralnej Jan, udostępnione są dla kuracjuszy i turystów także wody mineralne Józef i Zuber. Wody mineralnej Jan można się napić także w Pijalni Głównej.